# 大南區 (西澳)

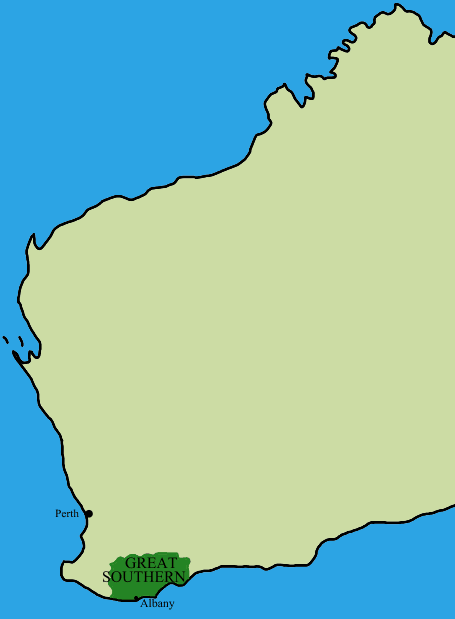
大南區在西澳大利亞州的位置

大南區（英語：Great Southern Region）是九個西澳大利亚地区的其中一個。它的命名是因为它位于西澳大利亞州的南方。
大南區包括奥尔巴尼市、布鲁姆山-坦布合郡、克兰布鲁克郡、丹麥郡、剛溫加合郡、查華溫根郡、卡坦尼寧郡、肯特郡、柯佐合郡、金雀花郡和胡丹尼寧郡。

## 環境
大南區面積約為39,007平方公里，人口約為54,000人它的行政中心是历史悠久的港口奥尔巴尼。大南區的氣候為地中海型氣候，其夏季乾燥但冬季潮濕。

## 經濟
占大南區经济主导地位的是畜牧业以及農業。因此其主要出口品為家畜以及農作物。它擁有一些盛产的 糧食和適合變成牧场的土地，而大南區亦是羊毛的主要生產地。奥尔巴尼亦是個主要捕魚場地。

## 外部連結
- 大南區大开发委员会 （页面存档备份，存于）

35°S 117°E / 35°S 117°E